# Dudleya caespitosa
Dudleya caespitosa là một loài thực vật có hoa trong họ Crassulaceae. Loài này được (Haw.) Britton & Rose miêu tả khoa học đầu tiên năm 1903.